# Weddingstedt
Weddingstedt là một đô thị thuộc huyện Dithmarschen, trong bang Schleswig-Holstein, nước Đức. Đô thị Weddingstedt có diện tích 17,89 km², dân số thời điểm 31 tháng 12 năm 2006 là 2334 người. Đô thị này có cự ly khoảng 5 km về phía bắc của Heide.
Weddingstedt thuộc Amt Kirchspielslandgemeinde ("đô thị chung") Heider Umland.